# Amazonehouding

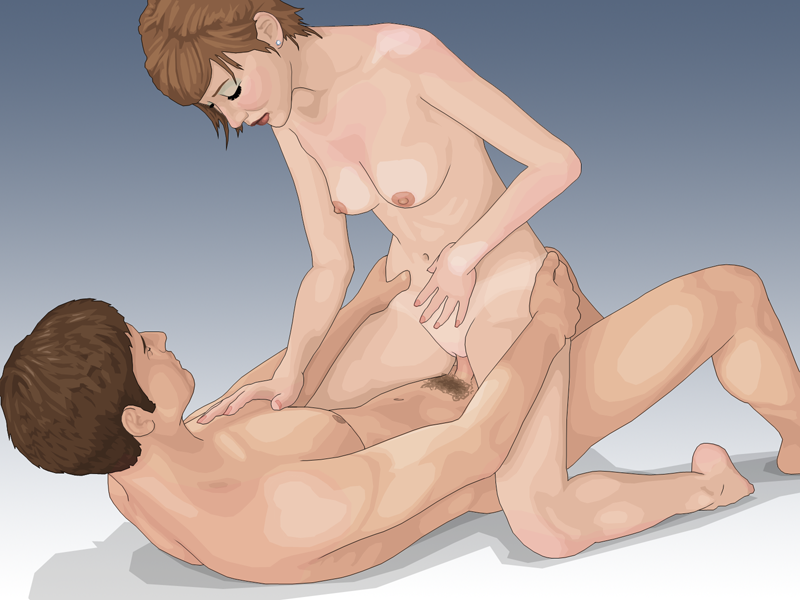
Illustratie van de amazonehouding.

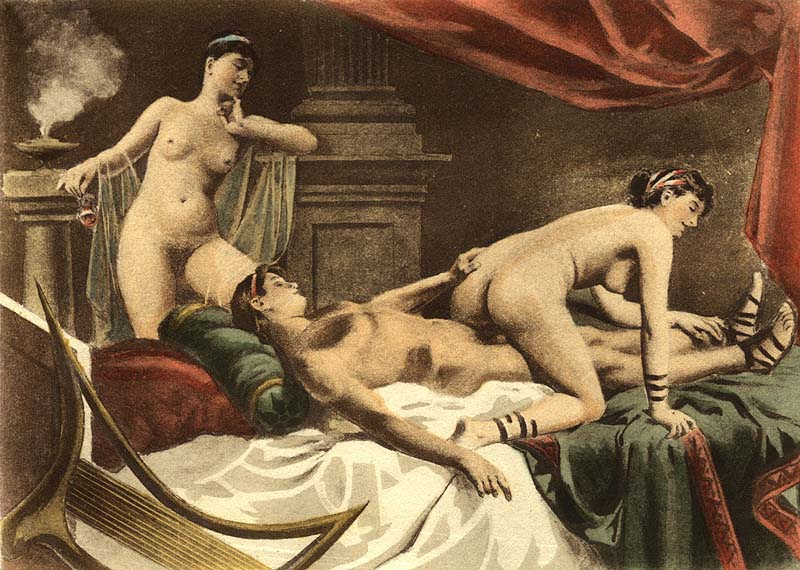
De omgekeerde amazonehouding, getekend door Édouard-Henri Avril

De amazonehouding, ook bekend als rijden en cowgirl is een sekspositie waarbij de penetrerende partner op de rug ligt en de ontvangende partner op diegene zit, diegene als het ware berijdt als een vrouwelijke ruiter ofwel amazone.
De bewegingsvrijheid van de ontvangende partner is in deze houding veel groter dan in de traditionele missionarishouding waarbij de ontvangende partner onder ligt. Doordat de ontvangende partner op haar knieën zit kan deze zelf het tempo bepalen en bepalen hoe ver de penis naar binnen gaat. Wanneer de ontvangende partner naar voren leunt kan de penetrerende partner iets actiever worden indien hij zijn knieën iets optrekt. Zo kan hij zijn bekken meer bewegen en haar penetreren. De vrouw kan haar lustgevoelens verhogen door haar bekken voorwaartse en achterwaartse bewegingen te laten maken.
Tijdens de amazonehouding worden andere delen van vagina en vulva gestimuleerd dan bij de missionarishouding of de hondjeshouding. De penetrerende partner heeft zijn handen vrij om haar lichaam te strelen of haar clitoris te stimuleren. Een ander voordeel is dat het gewicht van de man niet op de vrouw steunt. Dit is een groot voordeel wanneer de vrouw bijvoorbeeld zwanger is.

## Varianten
- De omgekeerde amazonehouding is een positie waarbij de vrouw bovenop zit maar dan met de rug naar haar partner. Dit is ook een goede houding om anale seks te oefenen, omdat de vrouw dan zelf het tempo kan bepalen.
- Wanneer de vrouw op de man gaat liggen spreekt men van de omgekeerde missionarishouding.
- De dubbele amazonehouding houdt in dat de man door twee vrouwen wordt bereden (een trio). Één vrouw gaat op de penis zitten en één op het gezicht van de man.
- Bij de pompoir wordt dezelfde houding aangehouden maar wordt er niet bewogen. De vrouw gebruikt haar vaginale spieren om de man te bevredigen.